# SpVg Beckum
Die SpVg Beckum (offiziell: Beckumer Spielvereinigung 10/05 e. V., auch bekannt als SpVgg Beckum, SV Beckum oder BSV) ist ein Fußballverein aus Beckum im Kreis Warendorf. Die Vereinsfarben sind blau und weiß. Die erste Männermannschaft spielte 13 Jahre lang in der seinerzeit dritt- bzw. viertklassigen Oberliga Westfalen und gewann einmal den Westfalenpokal. Die SpVg Beckum nahm zweimal am DFB-Pokal teil.

## Geschichte
Der Verein wurde im Jahr 1910 als FC Westfalia 1910 Beckum gegründet. Sechs Jahre später erfolgte die Umbenennung in VfB Beckum. Am 1. Juli 1929 folgte die Fusion mit dem 1923 gegründeten Spiel- und Sportverein Beckum zur Beckumer Spielvereinigung 10/23. Nachdem der Verein im Jahre 2001 von der Insolvenz bedroht war spaltete sich die Jugendabteilung unter dem Namen FSV Beckum von der Spielvereinigung ab. Vier Jahre später fusionierten beide Vereine zur heutigen Beckumer Spielvereinigung 10/05.

### Frühe Jahre (bis 1956)
Im Jahre 1934 stieg die Spielvereinigung in die damals zweitklassige Bezirksklasse auf und traf dabei auf renommierte Vereine wie Arminia Bielefeld, Teutonia Lippstadt oder die Hammer SpVg. Sportlicher Höhepunkt war dabei die Saison 1936/37, als die Beckumer hinter dem Bielefelder Vereinen Arminia und VfB 03 Dritter wurden. Nach Kriegsende spielte die Mannschaft in der Bezirksklasse Hellweg und konnte 1948 den ehemaligen Nationalspieler Hans Klodt als Spielertrainer gewinnen. Klodt führte die Mannschaft auf Anhieb zur Meisterschaft. In der folgenden Aufstiegsrunde zur Landesliga setzte sich die SpVg gemeinsam mit Union Günnigfeld und dem TuS Iserlohn gegen den SC Dorstfeld 09 und dem VfL Klafeld-Geisweid durch und schaffte den Sprung in die seinerzeit höchste Amateurliga Westfalens.
Als Tabellenfünfter der Saison 1949/50 schaffte die Mannschaft die Qualifikation für die ab 1950 eingleisige Landesliga, wo die SpVg in der Saison 1951/52 Vizemeister hinter Arminia Ickern wurde. Gleichzeitig wurde die Landesliga von einer ein- in eine fünfgleisige Liga umgewandelt. Die Beckumer wurden in der Saison 1952/53 Vizemeister der Staffel 1 hinter dem VfB 03 Bielefeld und schafften in der ersten Runde des Westdeutschen Pokals mit einem 2:0 über den Oberligisten SpVgg Erkenschwick eine Überraschung. Das Aus kam in der zweiten Runde nach einer 1:2-Niederlage nach Verlängerung bei Arminia Bielefeld. Ein Jahr später verpasste die SpVg nach einer 1:2-Entscheidungsspielniederlage im neutralen Brackwede gegen den VfJ 08 Paderborn die Staffelmeisterschaft. In der Saison 1955/56 gelang den Beckumern als Tabellendritter hinter dem SVA Gütersloh und Union Herford die Qualifikation für die neu geschaffene zweigleisige Verbandsliga Westfalen.

### Zwei Westfalenmeisterschaften und Niedergang (1956 bis 1979)
| Saisondaten seit 1945                                                                                   | Saisondaten seit 1945            | Saisondaten seit 1945 | Saisondaten seit 1945 | Saisondaten seit 1945 | Saisondaten seit 1945 |
| Saison                                                                                                  | Liga                             | Level                 | Platz                 | Tore                  | Punkte                |
| --- | -------------------------------- | --------------------- | --------------------- | --------------------- | --------------------- |
| 1945/46                                                                                                 | Bezirksklasse Beckum/Paderborn   | II                    | 04.                   | 046:24                | 22:14                 |
| 1946/47                                                                                                 | Bezirksklasse Westfalen 6c       | II                    | 02.                   | 063:30                | 27:09                 |
| 1947/48                                                                                                 | Bezirksklasse Westfalen 6, Gr. 2 | III                   | 01.                   | 051:22                | 31:05                 |
| 1948/49                                                                                                 | Bezirksklasse Westfalen 6, Gr. 1 | III                   | 01.                   | 074:19                | 39:05                 |
| 1949/50                                                                                                 | Landesliga Westfalen 1           | III                   | 05.                   | 045:28                | 33:27                 |
| 1950/51                                                                                                 | Landesliga Westfalen             | III                   | 05.                   | 069:45                | 40:26                 |
| 1951/52                                                                                                 | Landesliga Westfalen             | III                   | 02.                   | 047:20                | 42:18                 |
| 1952/53                                                                                                 | Landesliga Westfalen 1           | III                   | 02.                   | 053:16                | 35:17                 |
| 1953/54                                                                                                 | Landesliga Westfalen 1           | III                   | 02.                   | 060:27                | 38:14                 |
| 1954/55                                                                                                 | Landesliga Westfalen 1           | III                   | 04.                   | 063:42                | 36:24                 |
| 1955/56                                                                                                 | Landesliga Westfalen 1           | III                   | 03.                   | 059:30                | 39:17                 |
| 1956/57                                                                                                 | Verbandsliga Westfalen 1         | III                   | 01.                   | 044:21                | 43:17                 |
| 1957/58                                                                                                 | Verbandsliga Westfalen 1         | III                   | 07.                   | 056:47                | 32:28                 |
| 1958/59                                                                                                 | Verbandsliga Westfalen 1         | III                   | 01.                   | 062:35                | 41:19                 |
| 1959/60                                                                                                 | Verbandsliga Westfalen 1         | III                   | 09.                   | 042:45                | 27:33                 |
| 1960/61                                                                                                 | Verbandsliga Westfalen 1         | III                   | 07.                   | 045:45                | 27:29                 |
| 1961/62                                                                                                 | Verbandsliga Westfalen 1         | III                   | 09.                   | 054:56                | 26:30                 |
| 1962/63                                                                                                 | Verbandsliga Westfalen 1         | III                   | 02.                   | 052:34                | 34:22                 |
| 1963/64                                                                                                 | Verbandsliga Westfalen 1         | III                   | 06.                   | 058:50                | 36:28                 |
| 1964/65                                                                                                 | Verbandsliga Westfalen 1         | III                   | 13.                   | 039:55                | 27:33                 |
| 1965/66                                                                                                 | Landesliga Westfalen 5           | IV                    | 02.                   | 077:35                | 41:15                 |
| 1966/67                                                                                                 | Landesliga Westfalen 5           | IV                    | 06.                   | 050:40                | 31:29                 |
| 1967/68                                                                                                 | Landesliga Westfalen 5           | IV                    | 02.                   | 062:33                | 40:20                 |
| 1968/69                                                                                                 | Landesliga Westfalen 5           | IV                    | 06.                   | 060:54                | 34:26                 |
| 1969/70                                                                                                 | Landesliga Westfalen 5           | IV                    | 01.                   | 070:24                | 47:13                 |
| 1970/71                                                                                                 | Verbandsliga Westfalen 1         | III                   | 10.                   | 042:48                | 28:32                 |
| 1971/72                                                                                                 | Verbandsliga Westfalen 1         | III                   | 10.                   | 040:48                | 27:33                 |
| 1972/73                                                                                                 | Verbandsliga Westfalen 1         | III                   | 07.                   | 049:50                | 30:30                 |
| 1973/74                                                                                                 | Verbandsliga Westfalen 1         | III                   | 11.                   | 045:37                | 30:30                 |
| 1974/75                                                                                                 | Verbandsliga Westfalen 1         | III                   | 06.                   | 063:55                | 35:33                 |
| 1975/76                                                                                                 | Verbandsliga Westfalen 1         | III                   | 15.                   | 048:57                | 31:37                 |
| 1976/77                                                                                                 | Verbandsliga Westfalen 1         | III                   | 09.                   | 058:52                | 34:34                 |
| 1977/78                                                                                                 | Verbandsliga Westfalen 1         | III                   | 07.                   | 047:39                | 38:30                 |
| 1978/79                                                                                                 | Oberliga Westfalen               | III                   | 18.                   | 029:80                | 17:51                 |
| 1979/80                                                                                                 | Verbandsliga Westfalen 1         | IV                    | 08.                   | 051:38                | 31:29                 |
| 1980/81                                                                                                 | Verbandsliga Westfalen 1         | IV                    | 08.                   | 053:53                | 30:30                 |
| 1981/82                                                                                                 | Verbandsliga Westfalen 1         | IV                    | 16.                   | 042:75                | 14:46                 |
| 1982/83                                                                                                 | Landesliga Westfalen 5           | V                     | 04.                   | 084:50                | 38:22                 |
| 1983/84                                                                                                 | Landesliga Westfalen 5           | V                     | 01.                   | 093:31                | 47:13                 |
| 1984/85                                                                                                 | Verbandsliga Westfalen 1         | IV                    | 05.                   | 085:55                | 43:25                 |
| 1985/86                                                                                                 | Verbandsliga Westfalen 1         | IV                    | 12.                   | 055:63                | 31:41                 |
| 1986/87                                                                                                 | Verbandsliga Westfalen 1         | IV                    | 14.                   | 051:53                | 31:37                 |
| 1987/88                                                                                                 | Verbandsliga Westfalen 1         | IV                    | 04.                   | 049:39                | 38:26                 |
| 1988/89                                                                                                 | Verbandsliga Westfalen 1         | IV                    | 01.                   | 061:31                | 44:16                 |
| 1989/90                                                                                                 | Oberliga Westfalen               | III                   | 08.                   | 034:46                | 29:31                 |
| 1990/91                                                                                                 | Oberliga Westfalen               | III                   | 09.                   | 033:34                | 31:29                 |
| 1991/92                                                                                                 | Oberliga Westfalen               | III                   | 14.                   | 030:46                | 18:42                 |
| 1992/93                                                                                                 | Oberliga Westfalen               | III                   | 11.                   | 033:44                | 32:36                 |
| 1993/94                                                                                                 | Oberliga Westfalen               | III                   | 11.                   | 038:46                | 26:34                 |
| 1994/95                                                                                                 | Oberliga Westfalen               | IV                    | 03.                   | 053:39                | 36:20                 |
| 1995/96                                                                                                 | Oberliga Westfalen               | IV                    | 08.                   | 053:50                | 40                    |
| 1996/97                                                                                                 | Oberliga Westfalen               | IV                    | 14.                   | 039:58                | 32                    |
| 1997/98                                                                                                 | Oberliga Westfalen               | IV                    | 11.                   | 033:47                | 31                    |
| 1998/99                                                                                                 | Oberliga Westfalen               | IV                    | 13.                   | 036:50                | 34                    |
| 1999/2000                                                                                               | Oberliga Westfalen               | IV                    | 14.                   | 026:72                | 19                    |
| 2000/01                                                                                                 | Oberliga Westfalen               | IV                    | 18.                   | 028:94                | 19                    |
| 2001/02                                                                                                 | Verbandsliga Westfalen 1         | V                     | 16.                   | 000:0                 | 0                     |
| 2002/03                                                                                                 | Kreisliga B Beckum               | IX                    | 01.                   | 174:23                | 88                    |
| 2003/04                                                                                                 | Kreisliga A Beckum               | VIII                  | 01.                   | 092:26                | 70                    |
| 2004/05                                                                                                 | Bezirksliga Westfalen 9          | VII                   | 04.                   | 068:44                | 57                    |
| 2005/06                                                                                                 | Bezirksliga Westfalen 9          | VII                   | 01.                   | 088:18                | 74                    |
| 2006/07                                                                                                 | Landesliga Westfalen 5           | VI                    | 08.                   | 053:35                | 46                    |
| 2007/08                                                                                                 | Landesliga Westfalen 5           | VI                    | 06.                   | 056:47                | 46                    |
| 2008/09                                                                                                 | Landesliga Westfalen 5           | VII                   | 09.                   | 058:58                | 40                    |
| 2009/10                                                                                                 | Landesliga Westfalen 5           | VII                   | 07.                   | 045:46                | 39                    |
| 2010/11                                                                                                 | Landesliga Westfalen 5           | VII                   | 12.                   | 054:56                | 35                    |
| 2011/12                                                                                                 | Landesliga Westfalen 5           | VII                   | 10.                   | 038:47                | 38                    |
| 2012/13                                                                                                 | Landesliga Westfalen 4           | VII                   | 06.                   | 063:52                | 49                    |
| 2013/14                                                                                                 | Landesliga Westfalen 4           | VII                   | 06.                   | 052:38                | 47                    |
| 2014/15                                                                                                 | Landesliga Westfalen 4           | VII                   | 15.                   | 041:65                | 23                    |
| 2015/16                                                                                                 | Bezirksliga Westfalen 7          | VIII                  | 01.                   | 089:40                | 64                    |
| 2016/17                                                                                                 | Landesliga Westfalen 4           | VII                   | 01.                   | 055:21                | 62                    |
| 2017/18                                                                                                 | Westfalenliga 1                  | VI                    | 12.                   | 033:52                | 38                    |
| 2018/19                                                                                                 | Westfalenliga 1                  | VI                    | 14.                   | 031:45                | 28                    |
| 2019/20                                                                                                 | Landesliga Westfalen 1           | VII                   | Saison abgebrochen    | Saison abgebrochen    | Saison abgebrochen    |
| 2020/21                                                                                                 | Landesliga Westfalen 1           | VII                   | Saison annulliert     | Saison annulliert     | Saison annulliert     |
| 2021/22                                                                                                 | Landesliga Westfalen 1           | VII                   | 07.                   | 049:54                | 43                    |
| 2022/23                                                                                                 | Landesliga Westfalen 4           | VII                   | 11.                   | 058:74                | 45                    |
| 2023/24                                                                                                 | Landesliga Westfalen 4           | VII                   | 13.                   | 055:66                | 32                    |
| Grün unterlegte Spielzeiten kennzeichnen einen Aufstieg, während rot unterlegte auf Abstiege hinweisen. |                                  |                       |                       |                       |                       |

In der ersten Saison der Verbandsliga wurde die SpVg auf Anhieb Meister der Staffel 1 vor dem SVA Gütersloh und traf in den Endspielen um die Westfalenmeisterschaft auf die Sportfreunde Gladbeck. Das Hinspiel gewannen die Beckumer vor 6.000 Zuschauern auf dem eigenen Platz mit 5:1. Ein 3:3 im Rückspiel vor 10.000 Zuschauern in Gladbeck sicherte dem BSV die Westfalenmeisterschaft. Nun trat die Mannschaft in der Westdeutschen Amateurmeisterschaft an. Einer 1:2-Niederlage gegen den VfL Benrath folgte ein 1:1 gegen den Stolberger SV, womit die Beckumer Zweite wurden. Auf den möglichen Aufstieg in die II. Division West wurde aus finanziellen Gründen verzichtet. Im Jahre 1958 bezog der Verein die Römerkampfbahn.
Gleich in der folgenden Saison 1958/59 wurde die Spielvereinigung erneut Westfalenmeister. Zunächst sicherte sich die Mannschaft mit zwei Punkten Vorsprung auf den VfL Altenbögge die Staffelmeisterschaft und setzte sich in den Endspielen mit 2:0 zu Hause und 2:1 auswärts gegen die Sportfreunde Siegen durch. Die Zuschauerzahlen dieser Spiele sind nicht bekannt. In der Westdeutschen Amateurmeisterschaft waren die Beckumer jedoch chancenlos und verlor gegen den TuS Duisburg 48/99 mit 1:3 und beim Bonner FV mit 1:4. Nachdem sich die Beckumer in der Saison 1961/62 nur knapp vor dem Abstieg retten konnten, wurde die Mannschaft in der folgenden Saison 1962/63 Vizemeister der Staffel 1 hinter dem VfB 03 Bielefeld. Zwei Jahre später stieg die Spielvereinigung nach einer 0:1-Entscheidungsspielniederlage im neutralen Altenbögge gegen die SG Wattenscheid 09 in die Landesliga ab. Es war der erste Abstieg der Vereinsgeschichte.
Zurück in der Landesliga hatten die Beckumer erneut Pech. Punktgleich beendete die Mannschaft die Saison mit dem TuS Ahlen. Das Entscheidungsspiel um die Meisterschaft und den Aufstieg gewannen die Ahlener mit 3:0 vor rund 10.000 Zuschauern im Oelder Jahnstadion. Nach einer Vizemeisterschaft in der Saison 1967/68 hinter Blau-Weiß Gütersloh gelang zwei Jahre später der Wiederaufstieg als Meister vor dem SV Bockum-Hövel. Es folgten Jahre im Mittelfeld der Verbandsliga, wobei in der Saison 1974/75 mit Platz sechs der sportliche Höhepunkt dieser Ära erreicht wurde. Drei Jahre später gelang der Spielvereinigung die Qualifikation für die neu geschaffene Oberliga Westfalen, aus der die Mannschaft in der Saison 1978/79 als Tabellenletzter gleich absteigen musste.

### Rückkehr in die Oberliga (1979 bis 2001)
Konnten sich die Beckumer zunächst im Mittelfeld der Verbandsliga halten musste die Mannschaft In der Saison 1981/82 als Tabellenletzter wieder in die Landesliga absteigen. Zwei Jahre später gelang der Wiederaufstieg in die Verbandsliga, wo die Mannschaft mit durchschnittlichem Erfolg spielte. Im Jahre 1989 gelang der Wiederaufstieg in die Oberliga. Punktgleich beendete die Spielvereinigung die Verbandsligasaison mit dem 1. FC Recklinghausen und gewann das fällige Entscheidungsspiel im neutralen Hamm vor 3.222 Zuschauern mit 7:2. Kamen in der ersten Saison nach dem Aufstieg 1989/90 noch 2.110 Zuschauer im Schnitt auf die 7.500 Zuschauer fassende Römerkampfbahn, verloren die Beckumer in der zweiten Hälfte der 1990er Jahre das Interesse. Dennoch konnte sich die Mannschaft im Mittelfeld der Oberliga etablieren, wenn auch in der Saison 1991/92 der Klassenerhalt erst am letzten Spieltag gesichert werden konnte. Insbesondere für Arminia Bielefeld wurden die Beckumer zum Angstgegner, da die Bielefelder regelmäßig als Verlierer die Römerkampfbahn verließen.
Erstmals konnten die Beckumer im Jahre 1992 das Endspiel um den Westfalenpokal erreichen. Allerdings verlor die Mannschaft das Finale gegen den SC Verl mit 1:2. Trotz der Niederlage qualifizierte sich die Spielvereinigung erstmals für den DFB-Pokal, wo die Mannschaft in der ersten Runde ein Freilos erhielt. Werder Bremen hieß in der zweiten Runde der Gegner, der den BSV deutlich mit 7:0 besiegen konnte. In der Saison 1993/94 verpassten die Beckumer, trotz dem in der Winterpause verpflichteten ehemaligen sowjetischen Nationalspielers Sergej Dmitrijew, als Tabellenelfter die neu eingeführte Regionalliga West/Südwest und rutschten dadurch in die Viertklassigkeit. Zwei Jahre später gewann die SpVg Beckum den Westfalenpokal durch einen 4:2-Sieg im Elfmeterschießen gegen die SpVgg Erkenschwick. Dabei parierte Beckums Torwart Jürgen Welp zwei Strafstöße der Erkenschwicker. Damit waren die Beckumer erneut für den DFB-Pokal qualifiziert und traten in der ersten Hauptrunde der Saison 1995/96 gegen den 1. FC Köln an. 5.700 Zuschauer sahen torlose 120 Spielminuten, so dass die Entscheidung im Elfmeterschießen fallen musste. Erneut war es der Beckumer Torhüter Jürgen Welp, der den Versuch des Kölners Bruno Labbadia parierte und seine Mannschaft in die zweite Runde brachte. Nach dem Spiel wurde Jürgen Welp per Helikopter zu seinem Auftritt im ZDF-Sportstudio gebracht. In der zweiten Runde verloren die Beckumer gegen die SpVgg Unterhaching mit 2:3.
Ein Jahr später erreichte die Mannschaft als Tabellendritter hinter dem FC Gütersloh und den Amateuren von Borussia Dortmund ihren sportlichen Zenit. Mit einem 8:0 über die Hammer SpVg wurde zudem der höchste Sieg der Beckumer Oberligajahre erzielt. In den folgenden Jahren rutschte die Mannschaft sportlich in der Tabelle hinab. In der Saison 1996/97 schaffte die Spielvereinigung nur wegen des freiwilligen Rückzugs des VfR Sölde den Klassenerhalt, während die Zuschauerzahlen immer weiter sanken. 1998 hielten nur noch 351 Zuschauer im Schnitt der Mannschaft die Treue, die in den folgenden Jahren immer den letzten Nichtabstiegsplatz belegten. In der Abstiegssaison 2000/01 kamen nur noch 298 Zuschauer. Die Beckumer wurden Vorletzter und mussten mit einem 0:7 gegen Westfalia Herne die höchste Heimniederlage der Oberligaära einstecken.

### Insolvenz und Neuaufbau (2001 bis 2019)
Im folgenden Verbandsligasaison 2001/02 erreichte der Verein den sportlichen Tiefpunkt. Nach dem Rückzug des größten Sponsors musste der Verein Insolvenz anmelden. Die Mannschaft wurde während der laufenden Saison aus dem Spielbetrieb zurückgezogen, so dass alle Spiele annulliert wurden. Es wurde ein Neuanfang in der Kreisliga B angetreten. Mit 174 erzielten Toren und 88 von 90 möglichen Punkten wurde die Mannschaft auf Anhieb Meister und stieg in die Kreisliga A auf. Höhepunkt war ein 16:3-Sieg bei der zweiten Mannschaft der DJK Vorwärts Ahlen am drittletzten Spieltag. Ein Jahr später gelang mit etwas Glück der direkte Durchmarsch in die Bezirksliga. Sowohl die Beckumer als auch der SpVg Oelde beendeten die Saison mit jeweils 70 Punkten. Das fällige Entscheidungsspiel gewann Beckum mit 3:0. Ein dritter Aufstieg wurde in der Saison 2004/05 verpasst. Am Saisonende kam es zur Fusion mit dem FSV Beckum.
Ein Jahr später gelang dann der Aufstieg in die Landesliga. Dabei traten die Beckumer zunächst in der Staffel 5 an und trafen dort auf Mannschaften aus der geographischen Mitte Westfalens. In der Saison 2007/08 erreichten die Beckumer den sechsten Platz, ansonsten kam das Team nicht über Mittelfeldpositionen hinaus. Seit der Auflösung der Staffel 5 im Jahre 2012 spielte die Mannschaft in Staffel 4 gegen Mannschaften aus dem Münsterland, bevor die Spielvereinigung am Ende der Saison 2014/15 wieder in die Bezirksliga absteigen musste. Bereits nach einem Jahr gelang der direkte Wiederaufstieg, dem in der Landesligasaison 2016/17 der Durchmarsch in die Westfalenliga folgte. Hinter dem neuen Aufschwung stand der Autohändler Diab Shalabi, der allerdings kurze Zeit nach dem Aufstieg 2017 überraschend im Alter von nur 41 Jahren verstarb. In der Saison 2017/18 sicherten sich die Beckumer den Klassenerhalt erst am letzten Spieltag durch ein 3:1 gegen Preußen Münsters zweite Mannschaft. Ein Jahr später verspielte die Mannschaft am letzten Spieltag den Klassenerhalt, als die Beckumer bei Borussia Emsdetten mit 0:2 verloren und der direkte Rivale SV Mesum ein 1:1 beim Vizemeister SuS Neuenkirchen erreichte. Wegen der schlechteren Tordifferenz mussten die Beckumer in die Landesliga absteigen.

### Gegenwart (seit 2019)
Zur folgenden Saison 2019/20 wurde der Verein in die Landesligastaffel 1 eingeteilt, wo die Beckumer auf Mannschaften aus der Region Ostwestfalen-Lippe trafen. Dort kämpften die Beckumer erneut gegen den Abstieg, ehe die Spielzeit wegen der COVID-19-Pandemie abgebrochen wurde. Auch die folgende Saison 2020/21 wurde wegen der anhaltenden Pandemie annulliert. Zur Saison 2022/23 kehrten die Beckumer wieder in die Landesligastaffel 4 zurück, wo sie 2024 nur aufgrund der besseren Tordifferenz gegenüber Vorwärts Epe den Klassenerhalt sicherten. Zur Saison 2024/25 ging es wieder in die Staffel 1, wo die Mannschaft als Drittletzter absteigen musste.

## Erfolge
- Westfalenmeister: 1957, 1959
- Meister der Verbandsliga Westfalen 1: 1957, 1959, 1989
- Meister der Landesliga Westfalen: 1970, 1984 (Staffel 5), 2017 (Staffel 4)
- Teilnahme am DFB-Pokal: 1992/93, 1995/96
- Westfalenpokalsieger: 1995
- Westfalenpokalfinalist: 1992

## Persönlichkeiten

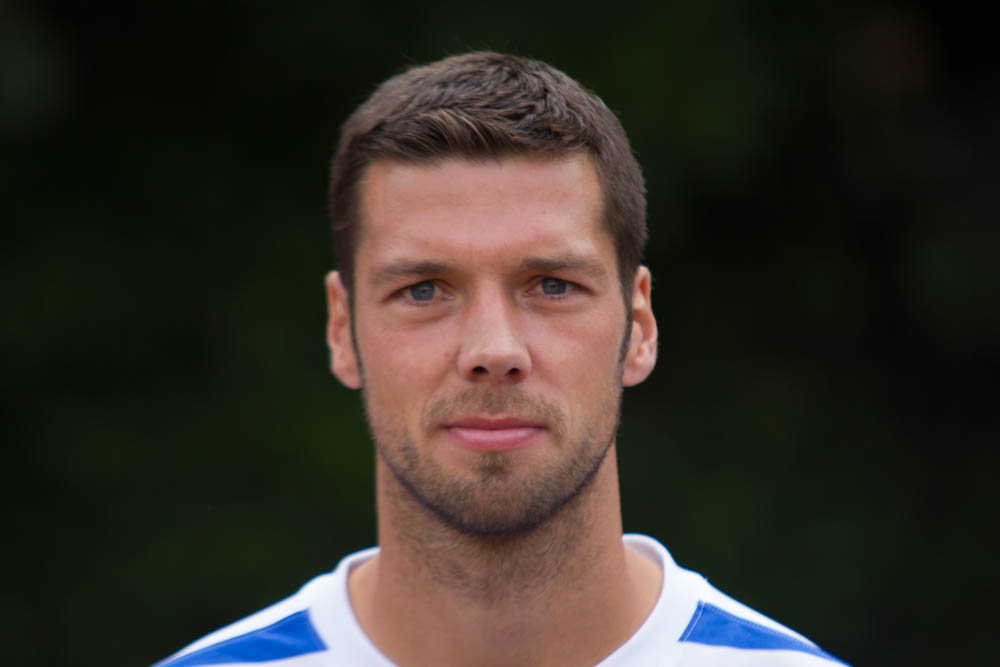
Markus Bollmann

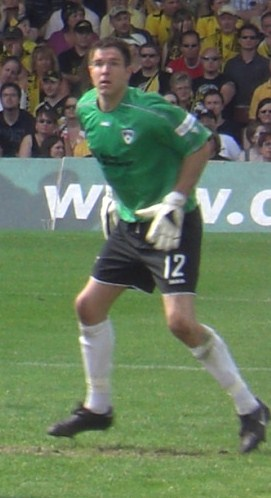
Thorsten Stuckmann

### Spieler
- André Alter, zuvor Bundesligaspieler bei der SG Wattenscheid 09
- Alfons Beckstedde, zuvor Zweitligaspieler bei Preußen Münster
- Hans Benzler, Oberligaspieler beim VfR Mannheim
- Nils-Ole Book, ehemaliger Zweitligaspieler bei Rot Weiss Ahlen und MSV Duisburg
- Markus Bollmann, war Bundes- und Zweitligaspieler bei Arminia Bielefeld, SC Paderborn 07 und MSV Duisburg
- Dieter Czichos, wurde Regionalligaspieler bei Arminia Bielefeld
- Sergei Igorewitsch Dmitrijew, war sowjetischer Nationalspieler und gehörte 1988 zum Kader bei der Europameisterschaft
- Steffen Enge, zuvor DDR-Oberligaspieler beim 1. FC Union Berlin
- Özcan Güler, Süper-Lig-Spieler bei Altay Izmir
- Udo Horsmann, wurde Bundesligaspieler beim FC Bayern München
- Hans Klodt, zuvor Nationalspieler
- Christian Korek, zuvor Bundesligaspieler beim 1. FC Nürnberg
- Ousseni Labo, zuvor togoischer Nationalspieler
- Baran Moğultay, wurde Drittligaspieler beim MSV Duisburg
- Thomas Möller, Zweitligaspieler beim VfB Oldenburg, Eintracht Braunschweig, VfB Lübeck, FC Gütersloh und VfB Leipzig
- Karl-Heinz Nonnenbruch, wurde Zweitligaspieler bei der DJK Gütersloh
- Daniel Nsumbu, wurde Drittligaspieler bei Arminia Bielefeld
- Dirk Otten, zuvor Bundesligaspieler beim 1. FC Nürnberg
- Thorsten Stuckmann, Torhüter, war Zweitligaspieler bei Eintracht Braunschweig und Alemannia Aachen
- Wilfried Tepe, wurde 1966 deutscher Meister mit dem TSV 1860 München
- Heiko Ueding, war Zweitligaspieler bei Rot-Weiss Essen und dem 1. FC Schweinfurt 05
- Jürgen Welp, zuvor Bundes- und Zweitligaspieler bei Rot-Weiss Essen und dem FC Schalke 04
- Karl-Friedrich Wessel, war Bundesligaspieler bei Werder Bremen
- Michael Wiemann, ehemaliger Zweitligaspieler bei Rot Weiss Ahlen

### Trainer
- 1989–1990: Wolfgang Schütte
- 1990–1992: Heinz Knüwe
- 1992–1993: Lothar Huber
- 1995–1996: Fritz Grösche
- 1996–2000: Volker Rieske
- 2000–2001: Gerd Roggensack
- 2001–2004: unbekannt
- 2004–2013: Ralf Eickelmann
- 2013–2014: Martin Hanskötter
- 2014–2015: Carlos Castilla
- 2015–2018: Markus Klingen
- 2018–2018: William Mennie
- 2018–2019: Erdal Kaleoglu
- 2019–2021: unbekannt
- 2021–2024: Robert Mainka
- seit 2024: Ismail Budak

## Umfeld

### Stadion
Heimspielstätte der SpVg Beckum ist die Römerkampfbahn mit einer Kapazität von 7500 Plätzen, davon etwa 1.000 überdachte Sitzplätze. Das Stadion wurde im Jahre 1958 eingeweiht. Auf dem Gelände befand sich zuvor ein Steinbruch der ehemaligen Römerzementwerke. Der Zuschauerrekord wurde im Jahre 1971 aufgestellt, als die Hammer SpVg und SVA Gütersloh Entscheidungsspiele um die Meisterschaft der Verbandsliga Westfalen austrugen, die von jeweils rund 12.000 Zuschauern gesehen wurden. Der Zuschauerrekord der SpVg Beckum wurde am 5. März 1978 mit 7000 Zuschauern aufgestellt, die das Ablösespiel für Udo Horsmann gegen den FC Bayern München sahen. Die Münchener konnten sich knapp mit 6:5 durchsetzen.

### Weitere Mannschaften
Die zweite Herrenmannschaft spielt in der Saison 2023/24 als Aufsteiger in der Bezirksliga. Für eine Besonderheit sorgten die Beckumer in der Saison 1958/59, als die zweite und dritte Herrenmannschaft gleichzeitig in der Bezirksklasse spielten. Größter Erfolg der zweiten Herrenmannschaft war die Vizemeisterschaft in der Bezirksklasse 9 in der Saison 1970/71 hinter dem Ahlener SV. Im Jugendbereich spielen in der Saison 2024/25 die C-Junioren jeweils in der Bezirksliga an. Alle anderen Mannschaften spielen auf Kreisebene.